# 清水石桥
清水石桥是一座古桥，其址在老湖镇埠子坡西，但目前和须昌故城一起仍浸没在东平湖水下淤泥中。
该桥于隋朝仁寿元年修建，比赵州桥还早五年。该桥长四百五十尺，雄伟壮观，在建成后大大促进了鲁西南经济文化交流。
上海同济大学曾来函了解此桥情况，国家交通部门也多次派员询问其下落。根据《东原考古录》、《太平寰宇记》等史料和农民所言，能大概确定其位置，但至今尚未打捞出。